# Samuel Wowoah
Samuel Wowoah, född 17 juni 1976 i Lindesberg, är en svensk fotbollstränare och tidigare spelare. Han spelade under början av karriären som mittfältare alternativt anfallare oftast på vänsterkanten, men avslutade karriären som vänsterback. Han var mellan 2014 och 2023 tränare för Karlslunds IF.

## Karriär
Efter att ha spelat för sin moderklubb, IFK Lindesberg, började han spela i Örebro SK 1993. Han värvades sedan av Djurgårdens IF 1999. Hans första säsong i klubben slutade i att man åkte ur allsvenskan, året därefter vann man dock superettan och Wowoah blev värvad av dåvarande svenska mästarna Halmstads BK. Han lyckades dock aldrig riktigt bra i Halmstad och under säsongen 2002 flyttade han tillbaka till Djurgården, som han därefter vann Allsvenskan med två gånger. Efter en tur i Norge och Stabæk IF blev han 2005 värvad av IFK Göteborg. Efter att inte ha accepterat en lönesänkning lämnade han klubben efter säsongen 2006 och anslöt till den cypriotiska klubben Enosis Neon Paralimni FC. Under hösten 2007 återvände han till Örebro och han skrev i januari 2008 ett flerårigt avtal med Örebro SK. I Örebro SK har han fått kliva ner till backlinjen.
I januari 2014 skrev han på för Karlslunds IF. I juni 2014 tog han över som huvudtränare i klubben.

### Landskamper
Wowoah hade under sin karriär dubbelt medborgarskap i Sverige och Liberia. Han spelade 11 matcher för Sveriges U19-landslag. I övrigt spelade han inte några seniorlandskamper för något landslag.
Enligt uppgifter i massmedia var han uttagen till Liberias landslag i mars 2008. Eftersom han inte hade spelat någon landskamp i Sveriges A- eller U21-landslag så var han fri att spela där. Han förnekade dock att han hade fått någon kallelse, och var inte heller säker på att han skulle tacka ja till en eventuell kallelse till Liberias landslag. Det blev inte heller några landskamper.

### Tränarkarriär
Inför säsongen 2014 kom Wowoah till Karlslund som spelande assisterande tränare. Karlslund spelade i Division 2 Södra Svealand det året, och Samuel spelade 23 matcher. Redan efter ett halvår fick han dock ta över ansvaret som huvudtränare, då laget var inblandat i bottenstriden. I december 2021 hade han varit huvudtränare i åtta säsonger, och förlängde då genom att skriva på "ett nytt flerårigt avtal som huvudtränare för herrlaget i Karlslunds IF FK".
Den 13 oktober 2023 annonserades att Samuel Wowoah återvände till Örebro SK för att ta sig an rollen som akademichef. Han tillträde tjänsten officiellt i mitten på november 2023.

## Meriter
- Intern skyttekung i Djurgården 2000
- SM-guld 2002 och 2003 (med Djurgårdens IF)
- Svenska Cupen 2002 (med Djurgårdens IF)

## Säsongsfacit
Sammanställning av matcher och mål i nationella ligor samt internationella cuper. Matcher i Svenska Cupen är ej med.
| Klubb                  | Säsong    | Liga                 | Liga    | Liga | Europaspel | Europaspel | Royal League | Royal League |
| Klubb                  | Säsong    | Division             | Matcher | Mål  | Matcher    | Mål        | Matcher      | Mål          |
| ---------------------- | --------- | -------------------- | ------- | ---- | ---------- | ---------- | ------------ | ------------ |
| Örebro SK              | 1995      | Allsvenskan          | 1       | 0    | -          | -          | -            | -            |
| Örebro SK              | 1996      | Allsvenskan          | 4       | 0    | -          | -          | -            | -            |
| Örebro SK              | Totalt    | Totalt               | 5       | 0    | -          | -          | -            | -            |
| Hertzöga BK            | 1997      | Div 1 Södra          | 25      | 4    | -          | -          | -            | -            |
| Hertzöga BK            | Totalt    | Totalt               | 25      | 4    | -          | -          | -            | -            |
| Motala AIF             | 1998      | Div 1 Södra          | 24      | 12   | -          | -          | -            | -            |
| Motala AIF             | Totalt    | Totalt               | 24      | 12   | -          | -          | -            | -            |
| Djurgårdens IF         | 1999      | Allsvenskan          | 16      | 3    | -          | -          | -            | -            |
| Djurgårdens IF         | 2000      | Superettan           | 22      | 12   | -          | -          | -            | -            |
| Djurgårdens IF         | Totalt    | Totalt               | 38      | 15   | -          | -          | -            | -            |
| Halmstads BK           | 2001      | Allsvenskan          | 23      | 2    | 2          | 0          | -            | -            |
| Halmstads BK           | 2002      | Allsvenskan          | 5       | 0    | 5          | 0          | -            | -            |
| Halmstads BK           | Totalt    | Totalt               | 28      | 2    | 7          | 0          | -            | -            |
| Djurgårdens IF         | 2002      | Allsvenskan          | 18      | 3    | 6          | 2          | -            | -            |
| Djurgårdens IF         | 2003      | Allsvenskan          | 19      | 4    | 2          | 1          | -            | -            |
| Djurgårdens IF         | Totalt    | Totalt               | 37      | 7    | 8          | 3          | -            | -            |
| Stabæk IF              | 2004      | Tippeligaen          | 22      | 2    | 4          | 2          | -            | -            |
| Stabæk IF              | Totalt    | Totalt               | 49      | 1    | 4          | 2          | -            | -            |
| IFK Göteborg           | 2004      | Allsvenskan          | -       | -    | -          | -          | 3            | 0            |
| IFK Göteborg           | 2005      | Allsvenskan          | 24      | 3    | 3          | 0          | 2            | 0            |
| IFK Göteborg           | 2006      | Allsvenskan          | 16      | 1    | 1          | 0          | 4            | 0            |
| IFK Göteborg           | Totalt    | Totalt               | 40      | 4    | 4          | 0          | 9            | 0            |
| Enosis Neon Paralimini | 2006/2007 | A Kategorias         | 7       | 1    | -          | -          | -            | -            |
| Enosis Neon Paralimini | Totalt    | Totalt               | 7       | 1    | -          | -          | -            | -            |
| Örebro SK              | 2008      | Allsvenskan          | 30      | 1    | -          | -          | -            | -            |
| Örebro SK              | 2009      | Allsvenskan          | 29      | 1    | -          | -          | -            | -            |
| Örebro SK              | 2010      | Allsvenskan          | 28      | 3    | -          | -          | -            | -            |
| Örebro SK              | 2011      | Allsvenskan          | 29      | 0    | -          | -          | -            | -            |
| Örebro SK              | 2012      | Allsvenskan          | 28      | 0    | -          | -          | -            | -            |
| Örebro SK              | 2013      | Superettan           | 22      | 0    | -          | -          | -            | -            |
| Örebro SK              | Totalt    | Totalt               | 166     | 5    | -          | -          | -            | -            |
| Karlslunds IF          | 2014      | Div 2 Södra Svealand | 23      | 1    | -          | -          | -            | -            |
| Karlslunds IF          | Totalt    | Totalt               | 23      | 1    | -          | -          | -            | -            |
| Totalt                 | Totalt    | Totalt               | 442     | 52   | 20         | 7          | 9            | 0            |